# Élection du maire de Moscou de 2013
L'élection du maire de Moscou de 2013 s'est déroulée le 8 septembre 2013 afin d'élire le maire de la ville de Moscou. 

## Candidats
- Sergueï Mitrokhine, homme politique.
- Nikolaï Levitchev (en), chercheur puis directeur d'une maison d'édition. Homme politique.
- Alexeï Navalny, juriste et militant anti corruption.
- Ivan Melnikov (en), professeur à l'université d'état de Moscou.
- Mikhaïl Degtiariov, député du LPDR dirigé par Vladimir Jirinovski.
- Sergueï Sobianine, gouverneur de l'oblast de Tioumen (2001-2005) puis délégué du Premier ministre de Russie (2005-2008).

## Résultat du vote
| Parti politique                                                  | Candidat               | Votes     | %     | Image |
| ---------------------------------------------------------------- | ---------------------- | --------- | ----- | ----- |
| Sans étiquette                                                   | Sergueï Sobianine      | 1 193 178 | 51,37 |       |
| Parti républicain de Russie - Parti de la liberté du peuple (en) | Alexeï Navalny         | 632 697   | 27,24 |       |
| Parti communiste de la fédération de Russie                      | Ivan Melnikov (en)     | 248 294   | 10,69 |       |
| Iabloko                                                          | Sergueï Mitrokhine     | 81 493    | 3,51  |       |
| Parti libéral-démocrate de Russie (LPDR)                         | Mikhaïl Degtiariov     | 66 232    | 2,86  |       |

Blason de Moscou.

| Russie juste                                                     | Nikolaï Levitchev (en) | 64 779    | 2,79  |       |